# 薩拉茨格里瓦市鎮
薩拉茨格里瓦市鎮，曾是拉脫維亞的一個市鎮，設立於2009年，位於該國北部，濱波羅的海。人口9,581人，面積634.6 平方公里，人口密度約15人/km2。
2021年7月1日，薩拉茨格里瓦市鎮合并至林巴日市鎮。

## 外部連結
- 林巴日市鎮官方網站 （页面存档备份，存于） （拉脱维亚文）